# Franz Rellich
Franz Rellich (Termeno, 14 settembre 1906 – Gottinga, 25 settembre 1955) è stato un matematico austriaco, a cui si devono importanti importanti contributi in fisica matematica, in particolare sui fondamenti della meccanica quantistica, e nella teoria delle equazioni alle derivate parziali.